# Chlorophytum graminifolium
Chlorophytum graminifolium är en sparrisväxtart som först beskrevs av Carl Ludwig von Willdenow, och fick sitt nu gällande namn av Carl Sigismund Kunth. Chlorophytum graminifolium ingår i släktet ampelliljor, och familjen sparrisväxter. Inga underarter finns listade i Catalogue of Life.